# Rue des Bas-Rogers
La rue des Bas-Rogers est une voie de communication située à la limite des communes de Puteaux et Suresnes (Hauts-de-Seine).

## Situation et accès

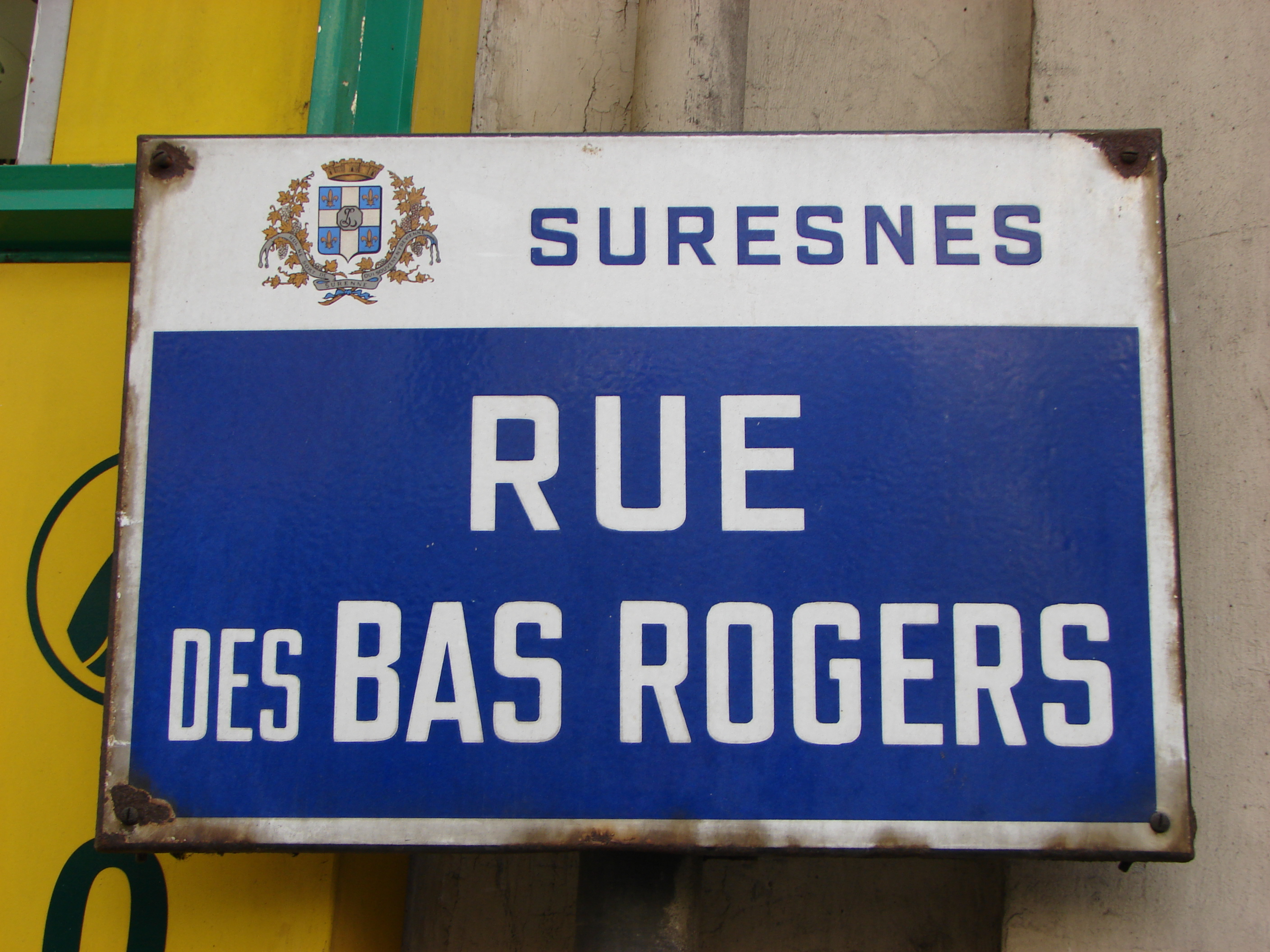
Plaque de la rue des Bas-Rogers.

À fort dénivelé, elle suit le tracé de la route départementale 104.
Sa desserte se fait par la gare de Puteaux.

## Origine du nom
Cette voie tient son nom du lieu-dit du « Bois Roger » (ou « Barogées »), un domaine boisé qui aurait appartenu à un dénommé Roger. En 1552, il est la propriété d'une famille suresnoise, à l'époque où une partie du territoire actuel de la commune était couverte de forêts.

## Historique

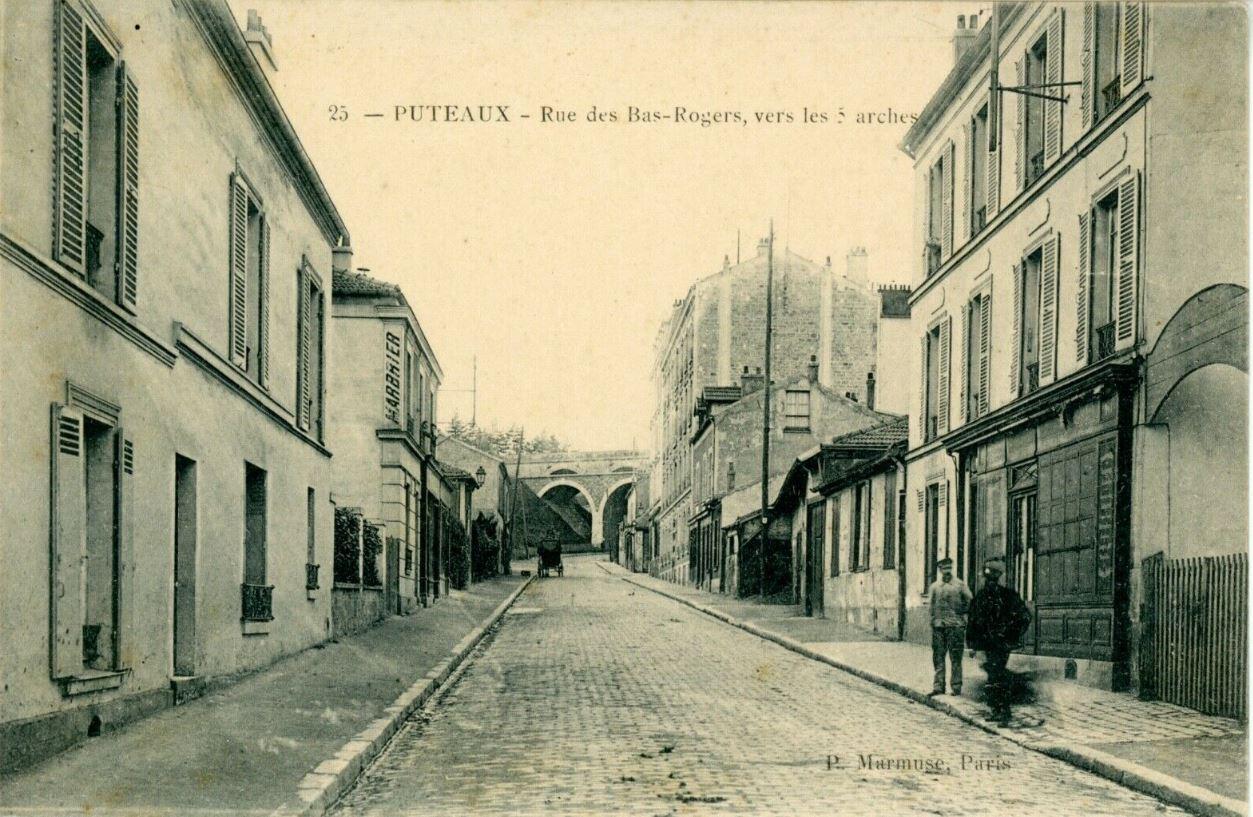
Rue des Bas-Rogers, au sud des cinq arches (carte postale ancienne).

Marquant la limite entre Puteaux (domaine de Saint-Denis) et Suresnes (domaine de Saint-Germain-des-Prés) depuis le Moyen Âge, la voie figure sur le plan cadastral de 1669.
À l'instar de la rue du Calvaire, elle comptait parmi celles utilisées par les pèlerins pour rejoindre l'ermitage du mont Valérien, établi à son sommet entre le XVIIe et le début du XIXe siècle, ensuite remplacé par une forteresse.
Officiellement nommée rue des Bas-Rogers depuis 1870, elle s'est auparavant appelée chemin des Bas-Rogers, chemin de Nanterre-à-Puteaux ou encore rue des Chênes-aux-Cinq-Arches.
En 1905, côté Suresnes, le segment de la voie se prolongeant au nord du cimetière prend le nom de rue Danton.
À l'origine, la commune de Nanterre possédait deux exclaves sur le plateau du mont Valérien côté Suresnes, l'une d'elles étant située entre la rue des Chênes et le carrefour avec la rue des Bas-Roger et la route Charles-X (actuelle route des Fusillés-de-la-Résistance). En janvier 1929, un Suresnois se faisant le porte-parole de 155 signataires demande leur rattachement à sa commune, validé par les deux conseils municipaux et autorisé par arrêt préfectoral du 27 avril 1929.

## Bâtiments remarquables et lieux de mémoire
En remontant la rue.
- Au numéro 28 de cette rue, les pionniers de l'aviation Léon Levavasseur et Jules Gastambide créèrent la Société des moteurs Antoinette. Une plaque commémorative leur rend hommage.
- Au croisement avec l'allée Santos-Dumont, une fresque et une plaque rendent hommage au célèbre aviateur.
- À l'angle de la rue Voltaire, le viaduc des Bas-Rogers ou pont des Cinq Arches, construit en 1886, et sur lequel passe la ligne ferroviaire des Moulineaux.
- Cimetière Voltaire de Suresnes, autrefois appelé nouveau cimetière des Bas-Rogers (à gauche, au croisement avec la rue Voltaire).
- Cimetière ancien de Puteaux (à droite).

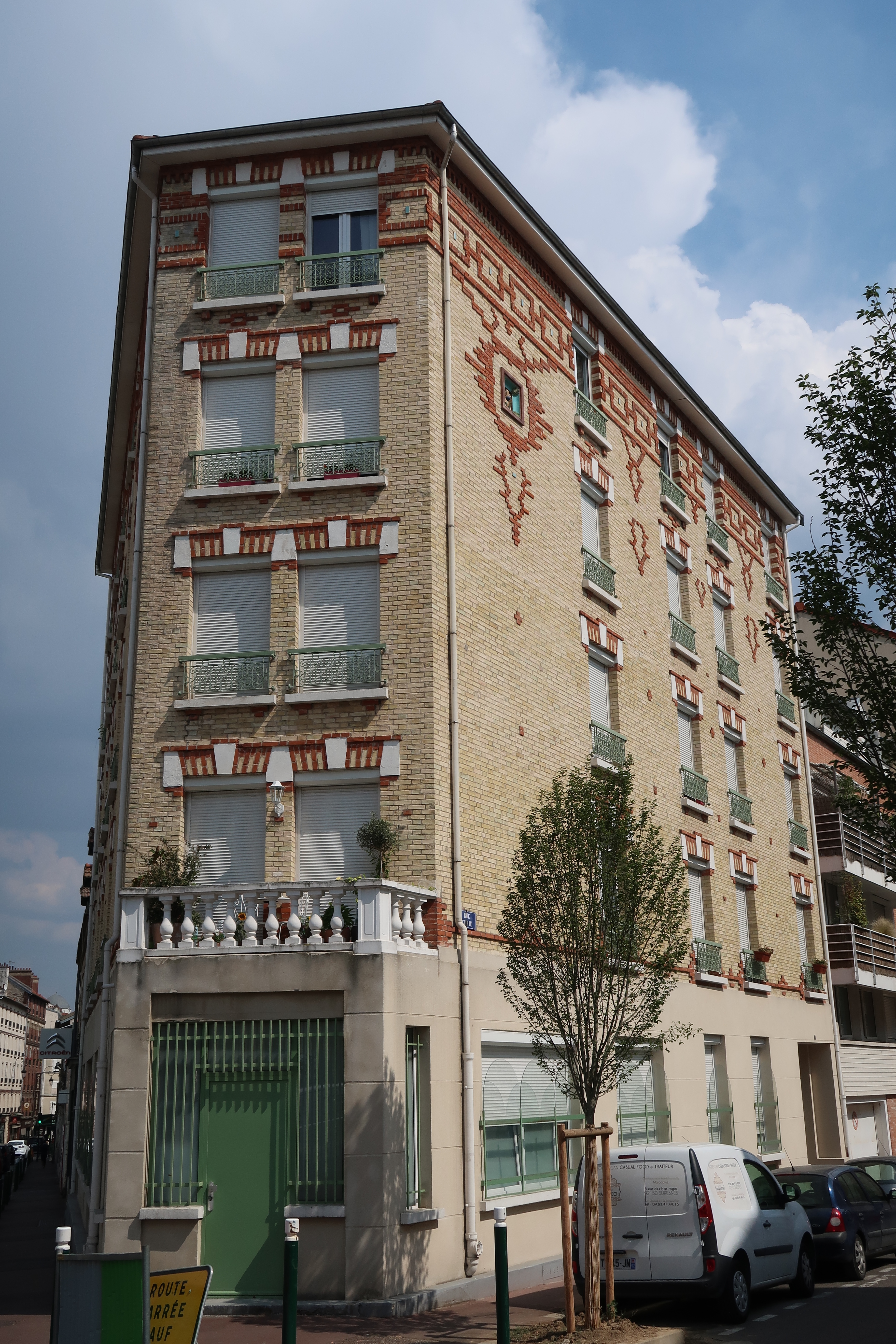
Immeuble en briques rouges au croisement avec la rue Curie.
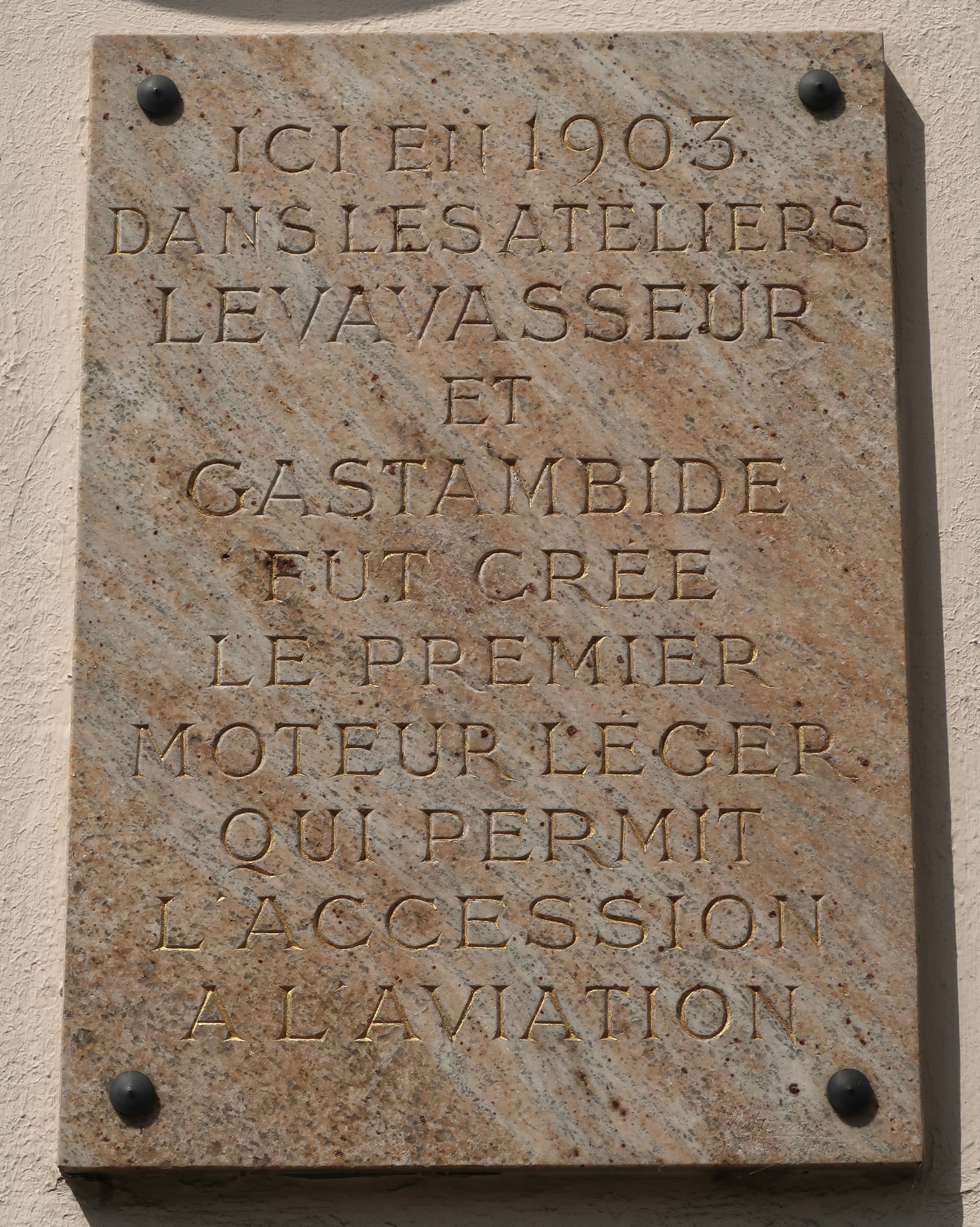
Plaque au no 28.
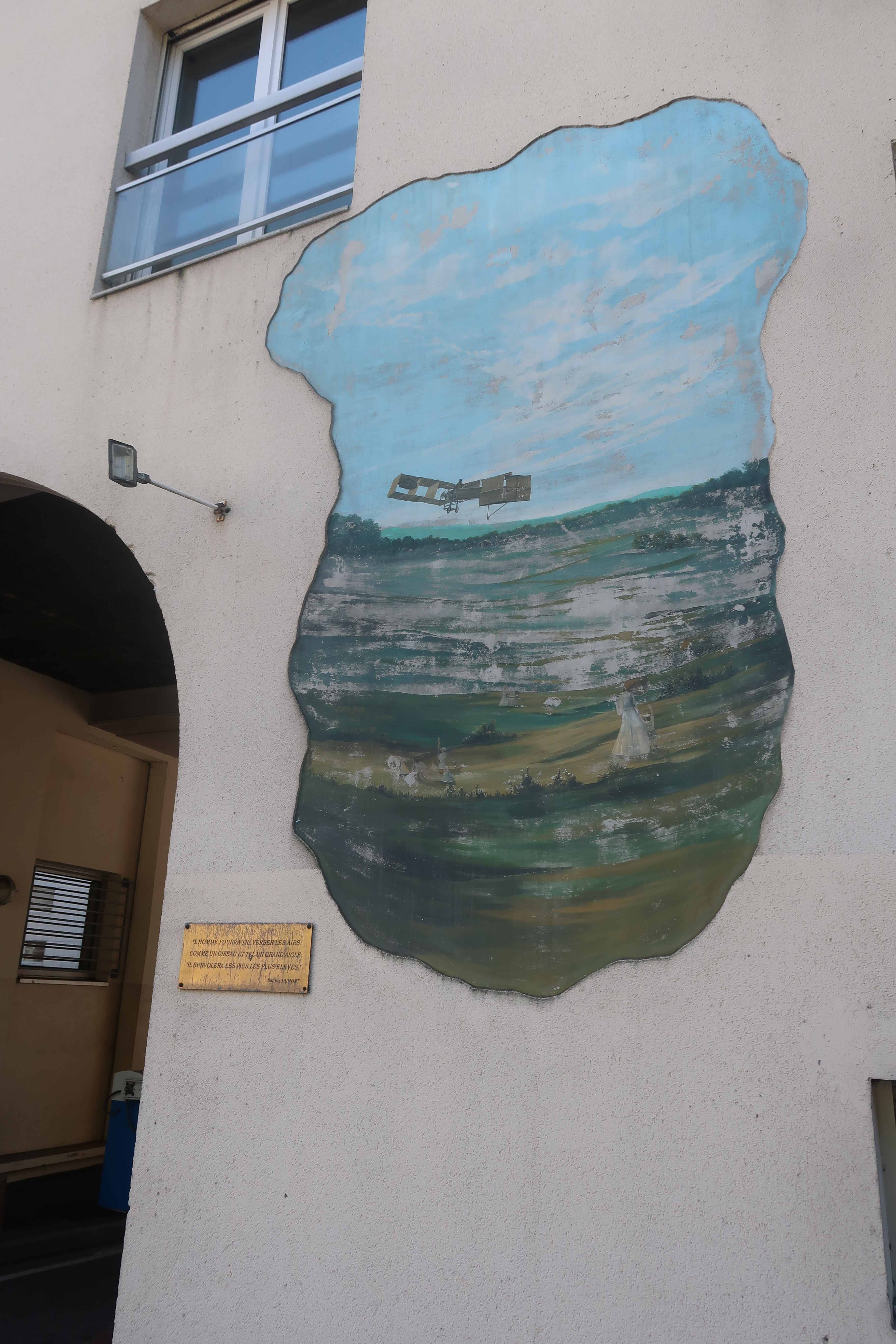
Fresque.
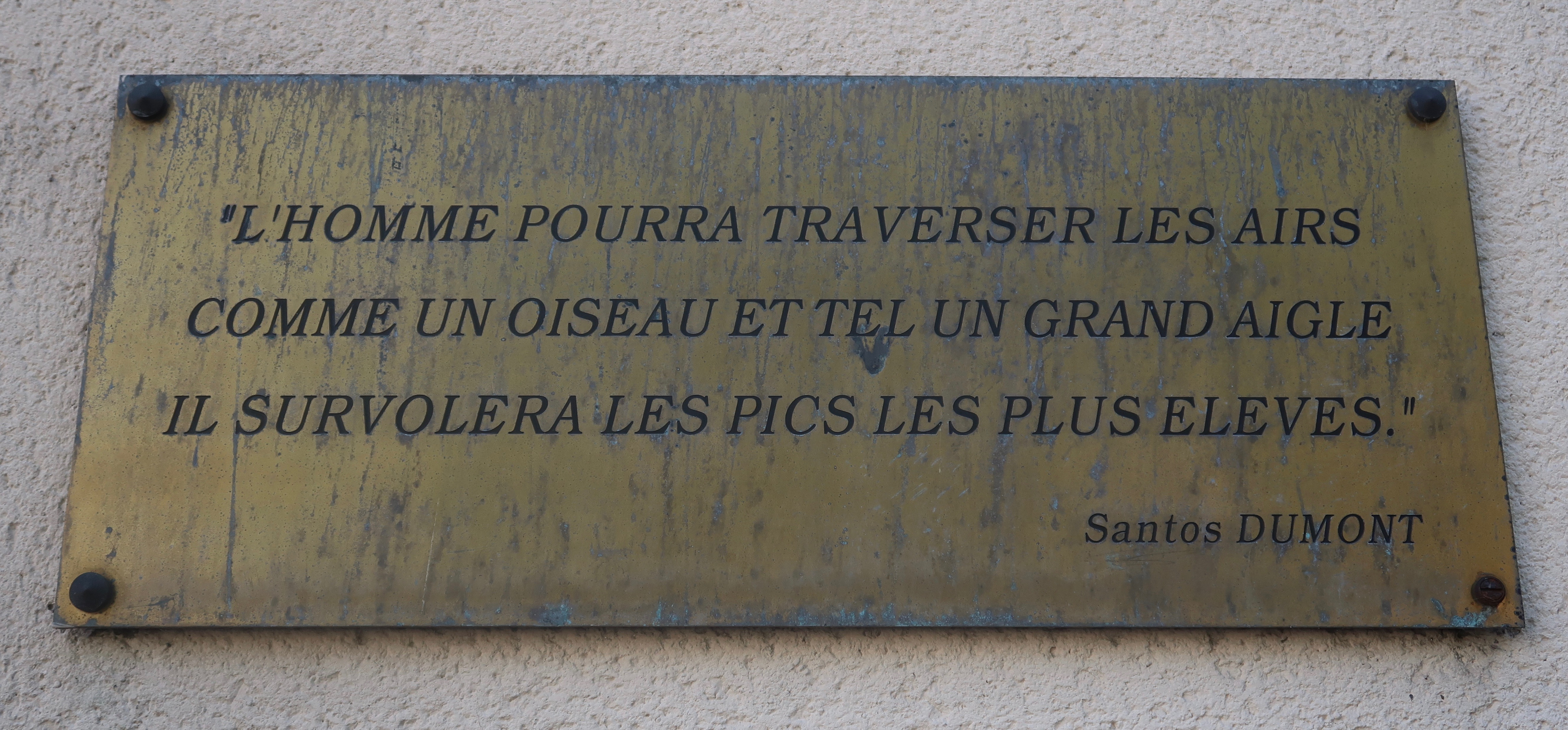
Plaque.
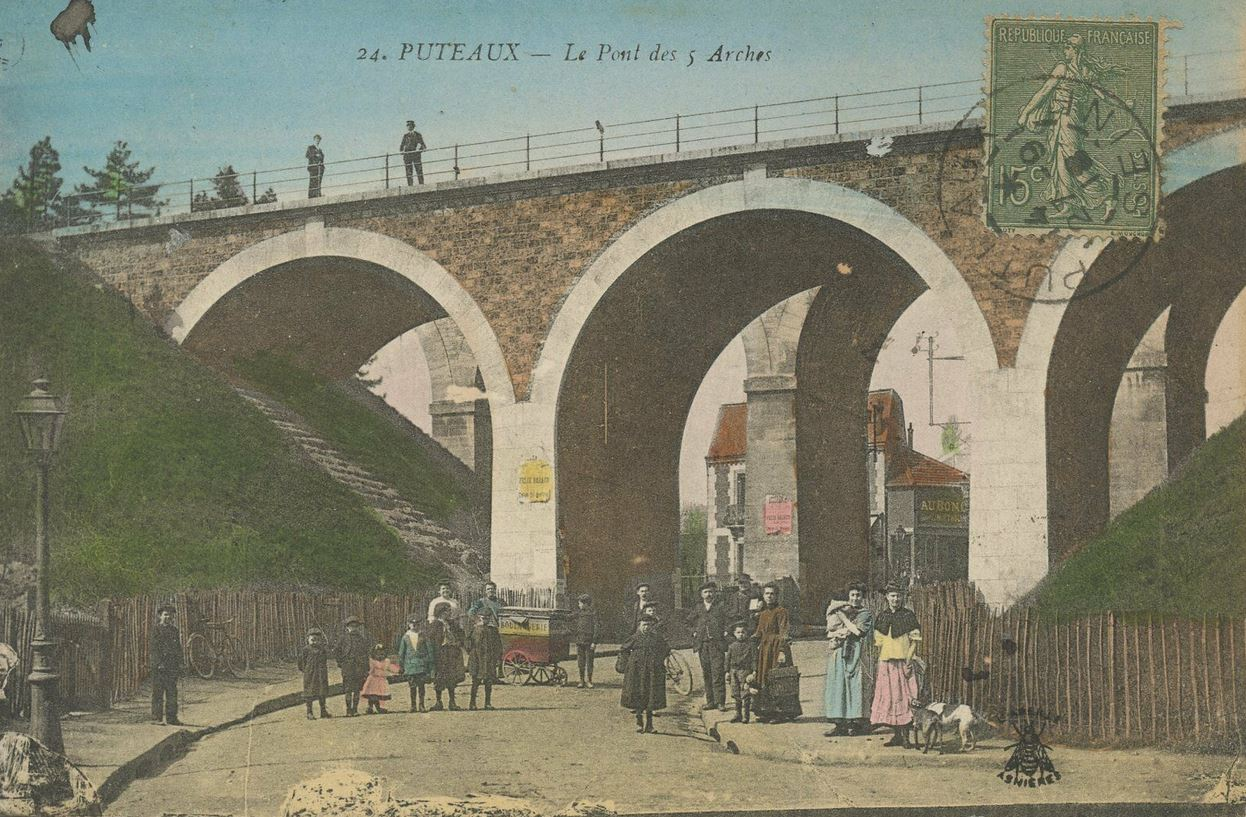
Le viaduc des Bas-Rogers, carte postale ancienne colorisée.
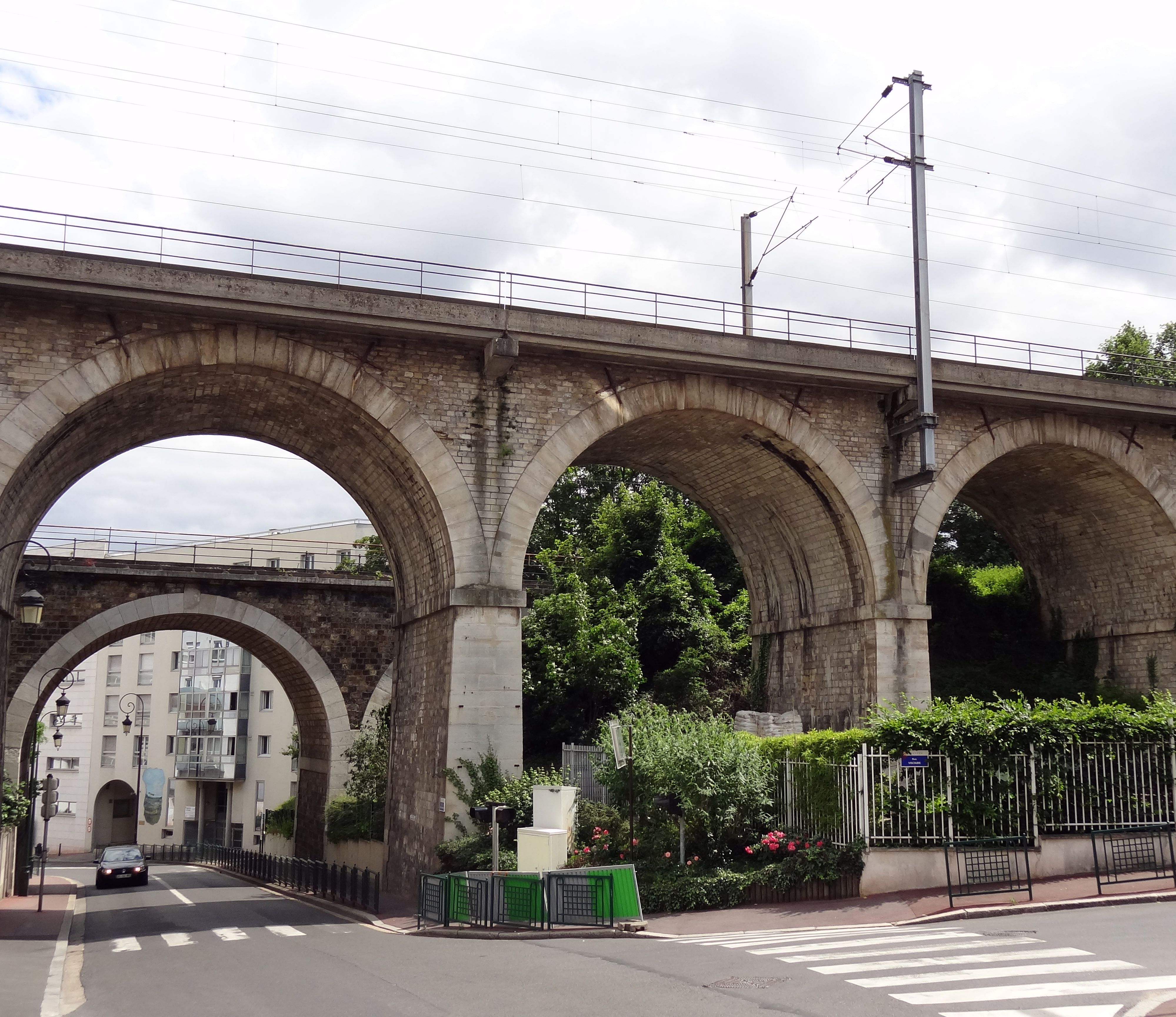
Le viaduc des Bas-Rogers de l'autre côté.
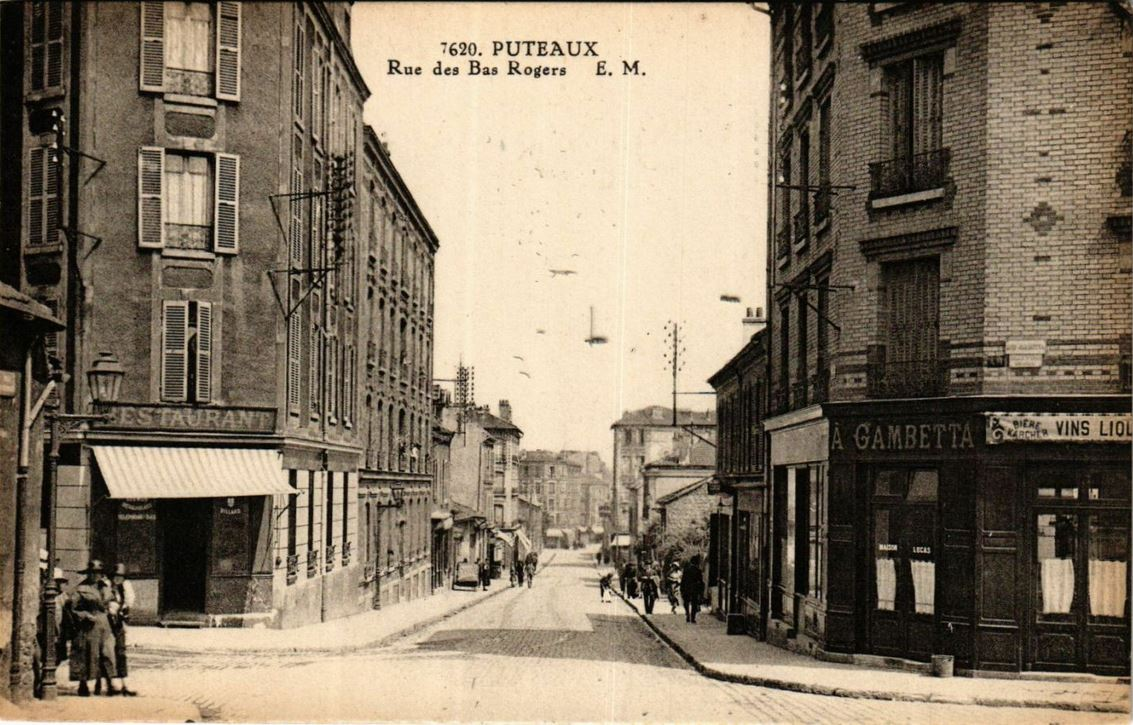
Un restaurant, rue des Bas-Rogers, sur une photographie ancienne.
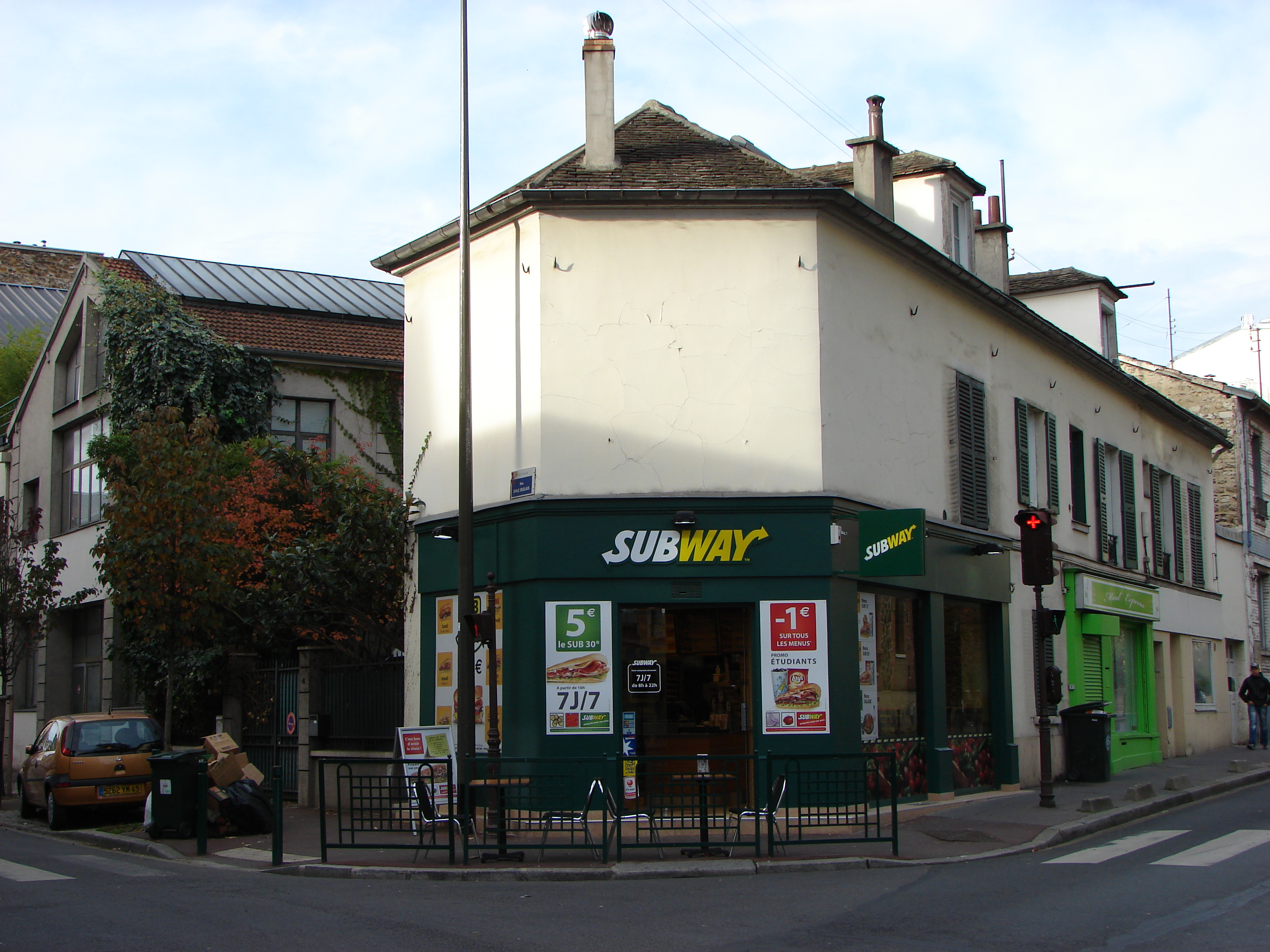
Maison, 7 rue des Bas-Rogers.